# Nelson Benítez
Nelson Fabián Benítez (Villa Huidobro, Argentina, 24 de mayo de 1985) es un exfutbolista y actual entrenador argentino, que jugaba de lateral y volante por izquierda su último equipo fue Club de Gimnasia y Tiro de la Primera B Nacional . Actualmente reside en Santiago del Estero.

## Clubes
| Club                    | País      | Año         | PJ | Goles |
| ----------------------- | --------- | ----------- | -- | ----- |
| Lanús                   | Argentina | 2002 - 2004 | 32 | 8     |
| Talleres                | Argentina | 2004 - 2005 | 25 | 6     |
| Club de Gimnasia y Tiro | Argentina | 2005 - 2006 | 13 | 7     |
| Lanús                   | Argentina | 2006 - 2007 | 38 | 8     |
| Porto                   | Portugal  | 2007 - 2009 | 17 | 0     |
| Leixões SC              | Portugal  | 2009 - 2010 | 15 | 0     |
| Estudiantes de La Plata | Argentina | 2010 - 2011 | 16 | 0     |
| San Lorenzo             | Argentina | 2012        | 20 | 9     |
| Talleres                | Argentina | 2013        | 18 | 0     |
| Olimpia                 | Paraguay  | 2013 - 2014 | 23 | 2     |
| Nacional                | Paraguay  | 2015        | 40 | 6     |
| Atlético de Rafaela     | Argentina | 2016 - 2017 | 28 | 5     |
| Emelec                  | Ecuador   | 2017 - 2019 | 38 | 6     |
| Ferro de General Pico   | Argentina | 2019 - 2020 | 19 | 5     |
| Club de Gimnasia y Tiro | Argentina | 2020 - 2021 | 48 | 6     |

## Palmarés

### Campeonatos nacionales
| Título                | Club               | País      | Año    |
| --------------------- | ------------------ | --------- | ------ |
| Primera División      | Lanús              | Argentina | A-2007 |
| SuperLiga             | Fútbol Club Oporto | Portugal  | 2007   |
| Copa de Portugal      | Fútbol Club Oporto | Portugal  | 2007   |
| Supercopa de Portugal | Fútbol Club Oporto | Portugal  | 2007   |
| SuperLiga             | Fútbol Club Oporto | Portugal  | 2008   |
| Torneo Argentino A    | Talleres           | Argentina | 2013   |
| Torneo Federal A      | Talleres           | Argentina | 2015   |